# Херман VI (Баден)
Херман VI (на немски: Hermann VI. von Baden; * 1225, † 4 октомври 1250) е маркграф на Верона и на Баден от 1243 до 1250 г. и чрез брак херцог на Австрия и Щирия (de iure uxoris) от 1248 до 1249 г.

## Произход и управление
Той е първият син на маркграф Херман V († 1243) и съпругата му Рейнската пфалцграфиня Ирменгард фон Брауншвайг († 1260) от род Велфи, дъщеря на пфалцграф Хайнрих V († 1227).
Херман VI управлява Маркграфство Баден от 1243 до 1247 г. заедно с по-малкия си брат Рудолф I. През 1247 г. Херман VI се жени за Гертруда Бабенберг, племенница и наследница на австрийския херцог Фридрих II Бабенберг († 15 юни 1246). Бракът му не му осигурява подчинението на австрийското население, което предпочита сближаване с бохемската монархия и Херман остава само претендент за титлата. Той умира твърде млад – на 4 октомври 1250 г. като се е смятало, че е отровен.

## Семейство
Херман VI се жени през средата на 1248 г. за 22-годишната херцогиня Гертруда Бабенберг (* 1226; † 24 април 1288 или: * ок. 1228; † 24 април 1299), дъщеря на Хайнрих Австрийски Жестоки Бабенберг (1208 – 1228) и Агнес (1205 – пр. 1247), дъщеря на лангдраф Херман I от Тюрингия. Гертруда е вдовица на крал Венцеслав I от Бохемия († 1247). Техни деца са:
- Фридрих (* 1249, † 29 октомври 1268), екзекутиран в Неапол през 1268 г.
- Агнес (* 1250, † 2 януари 1295 във Виена), ∞ I. 1263/1265 за херцог Улрих III от Каринтия († 1269), II. 1270/1271 за Улрих II фон Хоенбург († 1308)